# ای. بیمسینگ
ای. بیمسینگ (انگلیسی: A. Bhimsingh; ۱۵ اکتبر ۱۹۲۴ – ۱۶ ژانویهٔ ۱۹۷۸) کارگردان فیلم، تدوین‌گر، تهیه‌کننده فیلم و نویسنده اهل هند بود. وی بین سال‌های ۱۹۴۹ تا ۱۹۷۸ میلادی فعالیت می‌کرد.
وی کارگردان فیلم‌هایی همچون گل برای پوجا، پسربچه، مالک و آدمی بوده‌است.